# スカイシールド

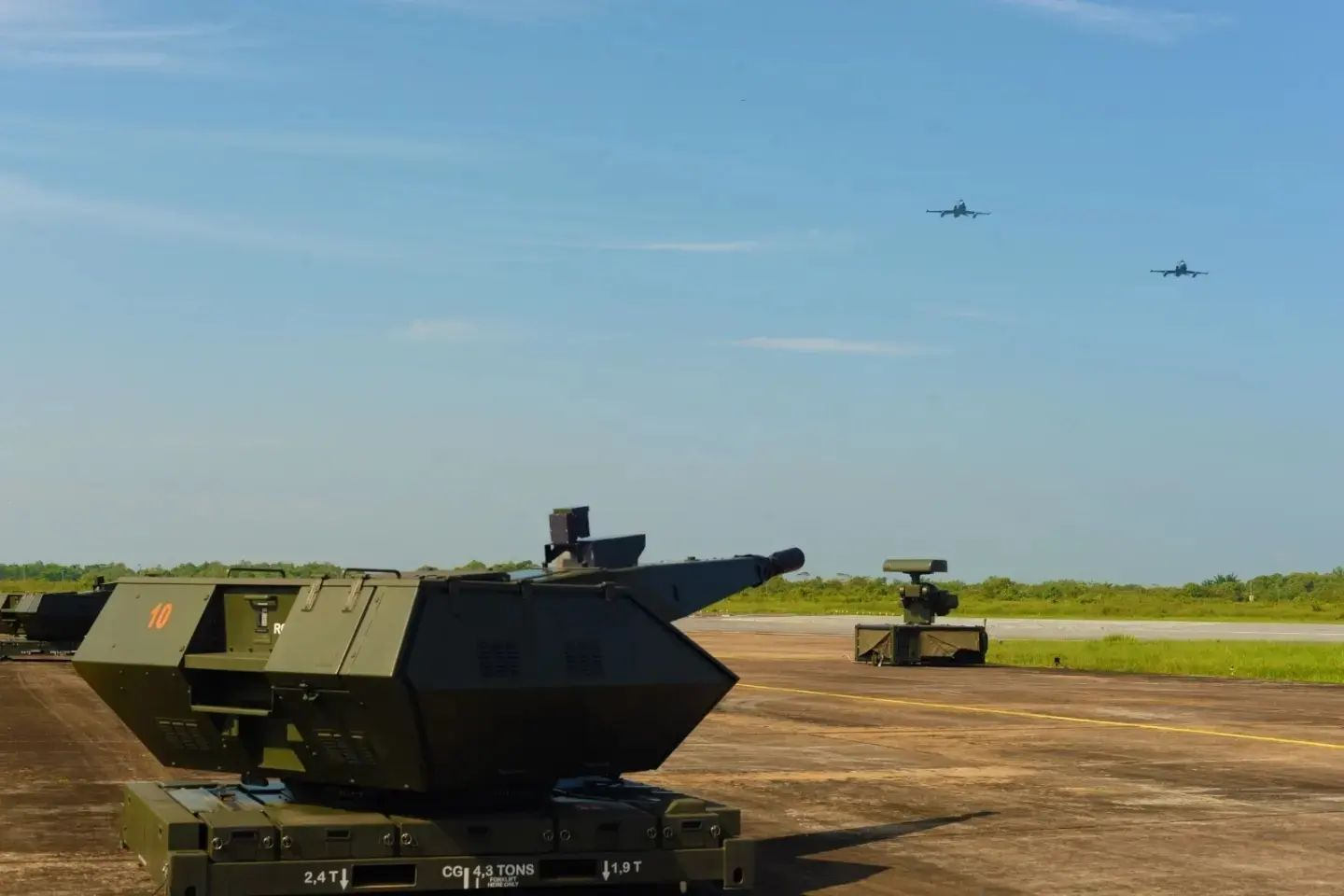
スパディオ空軍基地を背景に、火器制御装置とスカイシールド レヴォルバーカノンの上空を飛行する2機のBAe ホーク209

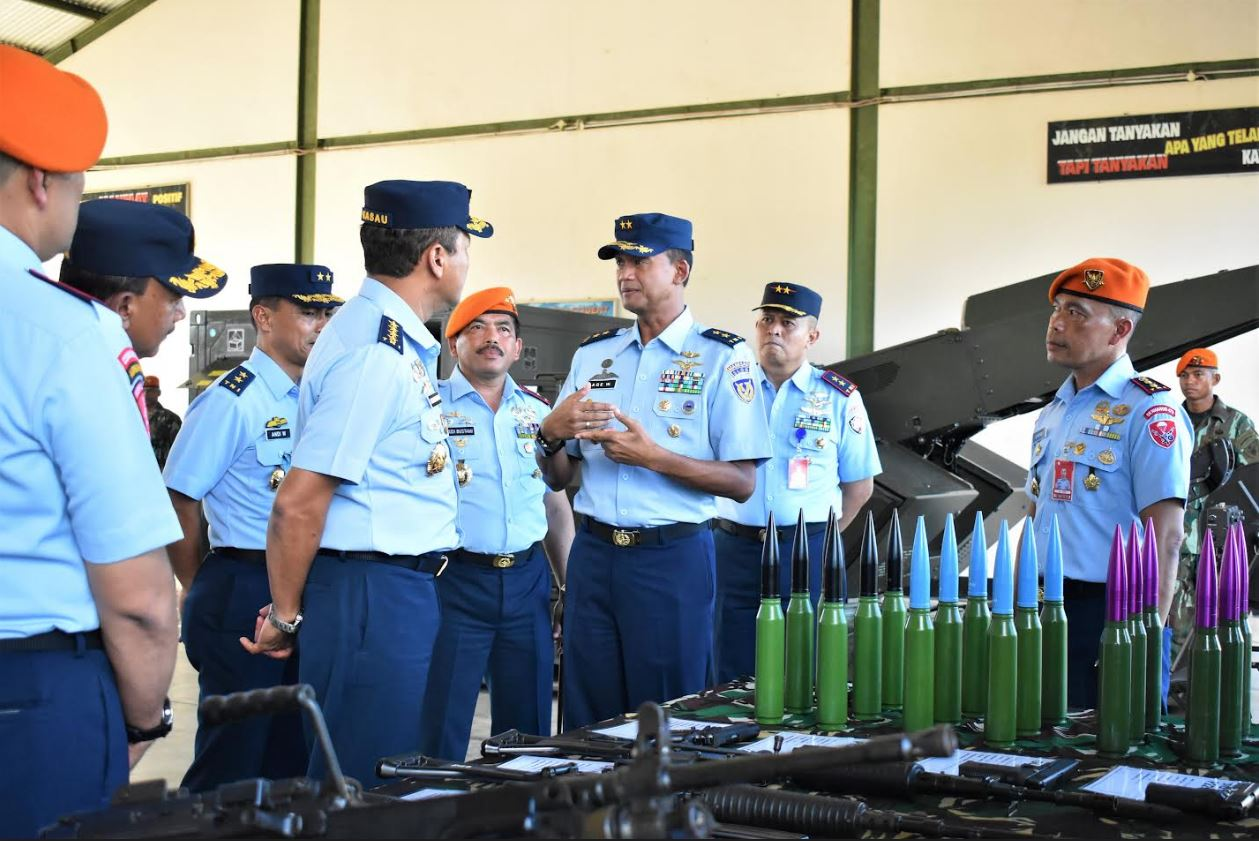
スカイシールドで使用される弾薬：AHEAD、訓練弾、ダミー

スカイシールド防空システム（Skyshield air-defence system）は、スイスのエリコン・コントラヴェス（現在はドイツのラインメタル傘下）が開発したモジュール式で軽量の短距離防空システム。スカイガード防衛システムの後継として、スカイシールドは脅威となる航空機やミサイルを迅速に補足して破壊すると共にC-RAMとしての役割も果たすことを目的としている。

## 設計
この兵器システムには、毎分1000発の発射速度の2門のエリコンKDG 35mmリヴォルバーカノン、センサーユニット分離可能な指揮所からなる射撃統制システムが含まれている。スカイシールドは防空能力を拡張するために2基の8連装地対空ミサイルを運用することもできる。スカイシールドは従来の対空任務に加えて、ミサイルに対する防衛も行えるように設計されている（弾道弾迎撃ミサイルを参照）。
スカイシールドはトラックや、その他の輸送システムで展開される。
射撃統制システム（FCS）はXバンド索敵追跡レーダーX-TAR-3Dと、レーダー/テレビおよび/またはレーザー/FLIR精密追跡用の別ユニットを使用する。指揮所は暗号化された無線通信を使用して射撃統制ユニット（FCU）からおよそ500メートル以内に設置することができる。スカイシールドシステムは、他の防空システムとネットワーク化して、より広く効果的な空中カバーを実現し、拠点防御からエリア防御へと役割を拡大することができる。
エリコン追跡モジュール TMX Mk2 および TMKu Mk2 と名付けられた、空中および地上目標の捕捉および追尾レーダーはそれぞれXバンドとKuバンドで動作する。

## 派生型
ドイツ陸軍は、MANTIS（モジュール式、自動、ネットワーク対応の標的捕捉・迎撃システム）と呼ばれる6つの完全自動砲塔を備えたスカイシールドの改良型を固定基地防衛システムとして発注した。
2011年に2システムが納入され、ドイツ陸軍の将来の「SysFla」防空プログラムの一環として、さらに発注が計画されている。

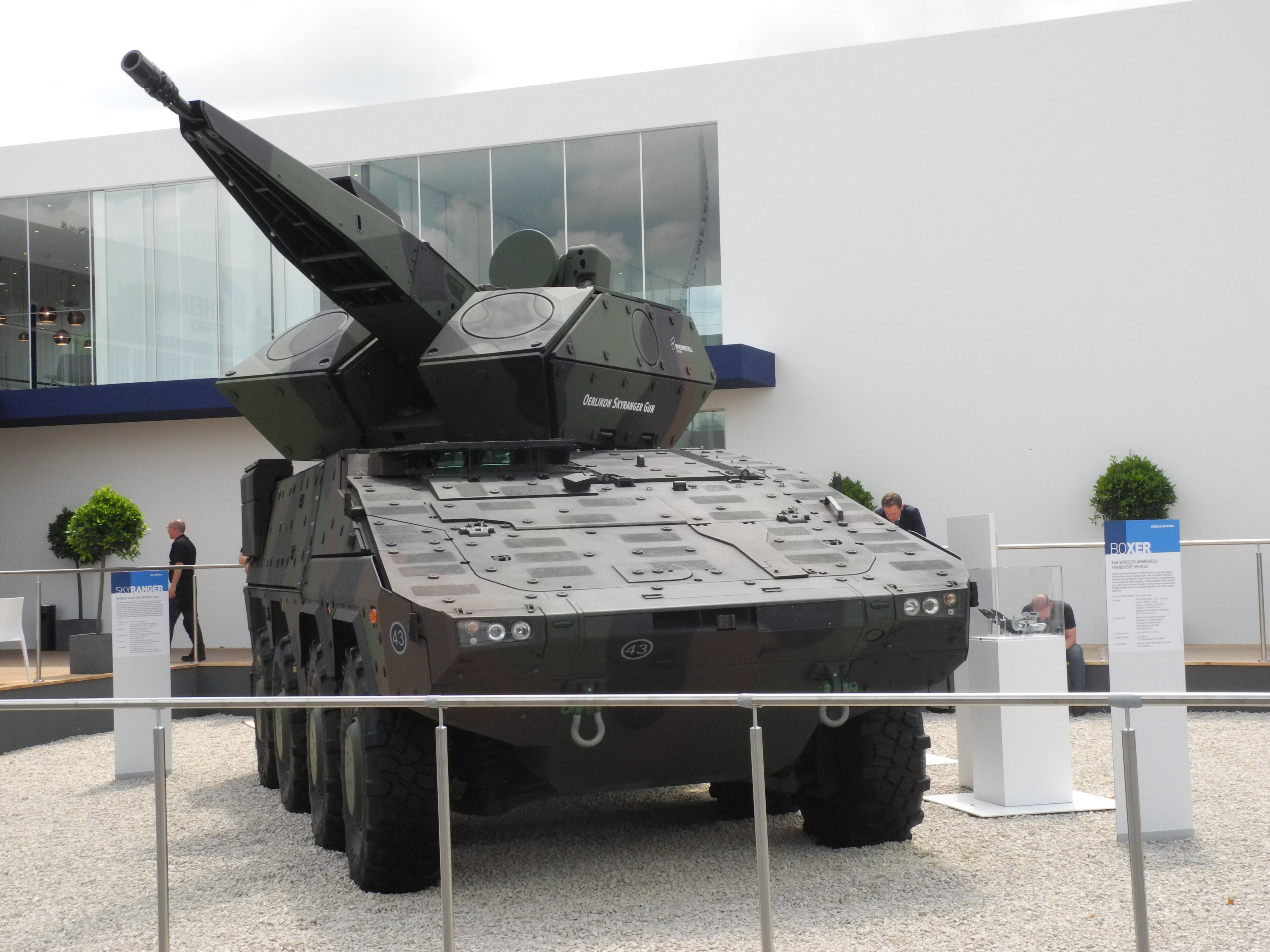
ユーロサトリ2018で、ラインメタルはエリコン スカイレンジャー35防空システムを搭載したボクサーを展示した。

エリコン スカイレンジャー35と呼ばれる移動型がボクサー装輪装甲車との組み合わせで実証が行われた。

## 導入
2014年3月、ラインメタルは南アフリカとの間で同国の既存の短距離防空システムの近代化契約を結んだ。この契約には、南アフリカの既存の 2 連装砲システムの性能と精度を大幅に向上させ、防空能力の運用範囲を大幅に拡大するエリコン スカイシールド射撃管制ユニットの供給が含まれていた。
従来、南アフリカは102基のGDF-002および48基の改良型GDF-005を使用していた。これに関連して、いくつかの連装砲システムも、ラインメタル社の最先端のAHEAD対ミサイルプログラム弾薬に対応するために、兵站および訓練サービスを含むアップグレードキットで改造される予定となっていた。完全なパッケージは2017年までに完成する予定だった。
インドネシアは2017年にスカイシールドを4基運用し、2017年にさらに11基の追加契約を結んだが、資金繰りの問題から2018年11月まで発効しなかった。
2022年10月、カタール首長国防空軍はスカイマスター戦闘管理システムを中心としたモジュール式防空アーキテクチャで、スカイシールドのコンポーネントを連結することができるスカイネックスを調達したことを明らかにした。ラインメタルは2019年10月、不特定多数のスカイマスター、レーダー、射程距離4kmまでの小型目標に有効なAHEADプログラム可能な空気炸裂弾を含む火砲について、約2億1000万ユーロ（約2億400万米ドル）の契約を結んだとみられている。カタール国防省が公開したビデオには、8門の35mmリボルバーガンMk3と1挺のX-TAR3D目標捕捉・追跡レーダーが映っていた。
2022年12月9日、ドイツ政府の報道官は、ラインメタルが2022年ロシアのウクライナ侵攻に対する支援の一環として、ウクライナにスカイネックスシステム2基を提供すると述べた。このための費用は約1億8,200万ユーロ（約1億9,200万ドル）であり、これをドイツが負担する。スカイネックスの防空システムは、空域監視を発射機から切り離すというコンセプトに基づいており、C2ネットワークと異なる兵器をリンクさせるための追跡ユニットだけが必要となる。各スカイネックス・システムは、4門のリボルバーガンMk3砲、CN-1コントロール・ノード、X-TAR3Dレーダーで構成され、すべてHXトラックに搭載される。2024年初頭の納入が予定されており、最初の納入は2024年1月4日に発表された。4月、ドイツは2基目のスカイネックスをウクライナに引き渡した。